# 切夫鎮區 (明尼蘇達州馬諾門縣)
切夫鎮區（英語：Chief Township）是位於美國明尼蘇達州馬諾門縣的一個行政鎮區。

## 地方資料
切夫鎮區的面積為93.81平方千米，當中陸地面積為90.06平方千米，而水域面積為3.75平方千米。根據2020年美國人口普查的數據，當地共有人口176人，而人口密度為每平方千米1.88人。